# Виро
Виро — второй католикос Албании (595—629) с титулом «католикос Албании, Лпинии и Чога». Албанская церковь находилась на позициях Халкидонского собора именно во времена правления католикоса Виро.

## Биография

### Ранняя жизнь и пленение
Вероятно, Виро был одним из участников восстания в Албании против Хосрова II в начале VII века. В наказание он провёл 25 лет в заключении при сасанидском дворе.
Виро, пользуясь протекцией Ширин, принимал посетителей, получал сведения о своей родине, принимал участие в различных церковных диспутах.
В 612/13 году состоялся так называемый Персидский собор, на котором по предложению Хосрова II священникам двух враждовавших толков необходимо было выявить сущность халкидонского и антихалкидонских соборов и «вывести заключение». На этом соборе среди халкидонитов находился и Виро, католикос Албании. Асогик отмечает, что на указанном соборе присутствовал «исповедующий учение собора халкидонитского католикос Албанский Виро, заключенный при дворе персидского царя в Пайтакаране».
Находясь в заключении, Виро добился от Хосрова II распоряжения о даровании албанским князьям из династии михранидов титула «господина Гардмана и князя страны Албанской». Это право было получено, когда первым князем Албании был избран Вараз-Григор, который в 627 г. в Ктесифоне «принял
крещение от Виро — католикоса албанского».

### После освобождения из 25-летнего заключения
После смерти сасанидского царя Хосрова II в 628 году его преемник Шируйа «отправил домой всех мужей, которые находились в дворцовой тюрьме отца его». Среди этих узников находился и католикос Албании Виро.
В 627 году, за год до освобождения Виро, по военному союзу, заключенному между Византией и хазарами против Ирана, хазарские армии совершили своё первое крупное вторжение на территорию Закавказья.
В 629 году, посылая армию во следующий поход на Албанию, хазарский хакан напутствовал своего сына шата следующими словами: «Если правители и вельможи их страны (Албании) выйдут навстречу сыну моему и сдадут ему страну свою в подданство, уступят города, крепости и торговлю войскам моим, то вы тоже позвольте им жить и служить мне. Если же они не исполнят этого, то тогда глаз ваш пусть не сжалится над мужским поколением старше пятнадцати лет, которых с женщинами сохраните мне и самим себе как рабов и слуг».

Вторгшись в Албанию, Шат направил к наместнику персидского царя марзбану Албании Сема Вштнасу и католикосу Виро послов с требованием подчинить ему страну. Марзбан отклонил ультиматум шата и, «взяв с собой все своё имущество и похитив многое из страны, он спасся и бежал в страну персидскую». Оставшись после бегства марзбана единоличным главой Албании, католикос Виро «для спасения страны от разорения и погибели» вступил в переговоры с хазарами, для чего в марте—апреле 629 г. он отправился в ставку шата.
Наконец, ради спасения страны от разорения Виро был вынужден принять, все требования шата и попросил его отправить во все населенные пункты Албании хазарских наместников, которые препятствовали бы в дальнейшем набегам хазар и, коль скоро Албания стала подвластной хазарам, потребовал у Шата распоряжения «отпустить всех, кто был пленен войсками твоими и находился в твоих палатках». Эта просьба Виро было исполнена и все пленные албаны освобождены. Кроме того, Виро освободил пленных из Армении и Грузии, находившихся у сына Джебу хакана шата Хазра .

### Смерть католикоса
В связи с опустошительными набегами хазар на Албанию и массовым угоном населения в стране никто не занимался обработкой земли и весной 630 года страну охватили эпидемии. Католикосу Виро вновь пришлось приложить все своё старание и умение для оказания помощи страдающему народу и, видимо, заразился и сам. Умер католикос Виро в 629 году во время эпидемии.